# Thybris (mythologie)
Virgile rapporte dans l'Énéide que Thybris était un guerrier d'une taille (force) énorme qui conquit et terrorisa une partie du Latium. Les habitants, libérés de son joug par Énée, auraient alors donné son nom au fleuve auparavant dénommé Aibula

## Mythe
Thybris est décrit comme chef de guerre local, allié de Turnus, roi des Rutules lequel est opposé à l'installation des Troyens dans le Latium. Thybris aurait péri dans un combat sur les rives du fleuve AlbuIa. Heureuse d'en être libéré, la population aurait donné son nom aux eaux du fleuve l'ayant englouti. 
Lors de leur rencontre, relatée par Virgile dans le Livre VIII, vers 330 de l'Énéide, Évandre, roi des Étrusques, relate sa légende à Énée:
« (... Tum manus Ausonia et gentes uenere Sicanae, saepius et nomen posuit Saturnia tellus ; ... ) tum reges asperque immani corpore Thybris, a quo post Itali fluuium cognomine Thybrim diximus, amisit uerum uetus Albula nomen (...) »
« (...) Enfin Thybris, guerrier d'une taille énorme, le conquit, et les Italiens donnèrent son nom à ce fleuve, qui portait auparavant celui d'Albula, (...) »,

Mais déjà vers 60 apr. J.-C. le fleuve déifié est évoqué :
Ego sum pleno quem flumine cernis stringentem ripas et pinguia culta secantem, caeruleus Thybris, caelo gratissimus amnis. 
Je suis ce fleuve aux eaux abondantes, que tu vois rasant ses rives et séparant de fertiles terres cultivées ; je suis Thybris l'azuré, le fleuve le plus aimé des dieux du ciel. 

### Controverse
Cette étymologie du nom du Tibre est toutefois sujette à controverse. En effet, les historiens admettent généralement que ce fut le roi Tibérius qui lui donna son nom, et justifient ainsi l'écriture de Tibre avec un 'i' et non pas un y. Cela dit, l'alphabet latin fut inspiré du grec mais importé sous la domination des Étrusques. Or ces derniers, n'ayant pas d'utilisation pour le Y, l'évincèrent de leur écriture et cet Y ne fut réintroduit qu'au Ier siècle apr. J.-C.
Les historiens sont unanimes à affirmer que le nom premier du Tibre a été Albula, qu'il ne s'est appelé Tiberis que plus tard. Or Tiberius, ne précédant Romulus que de cinq générations seulement, il fallait donc éviter de trop étroitement associer son nom "avant l'heure". Ce serait la raison pour laquelle non seulement Virgile, lors de l'arrivée d'Énée auraient eu recours à Thybris. Il se serai ainsi appuyé sur cet antécédent avec Thybris, dont l'auteur est Varron.

### Homonymie
Dans la 1re éd. de l’Encyclopédie de D’Alembert et Diderot (ed. 1751) Louis de Jaucourt (1704 – 1779), docteur en médecine ayant participé à la rédaction de la 1re édition de l'Encyclopédie - dont l'article Thybris, évoque un fleuve "Tybris" en Sicile cité par Théocrite et Servius et lié au passage pertinent de l'Énéide ! En voici le texte:
THYBRIS (Géog. anc.) nom d’un fleuve de Sicile, selon le scholiaste de Théocrite, qui dit que ce fleuve couloit sur le territoire de Syracuse. Servius, in Æneid. liv. VIII. v. 322. qui écrit Tybris, lui donne seulement le nom de Fosse, Fossæ syracusanæ, & ajoute qu’elle fut creusée par les Africains & par les Athéniens près des murs de la ville pour insulter aux habitans. (D. J.)

## Littérature
- Œuvres de Virgile: traduites en françois, le texte vis-a-vis la traduction, avec des remarques', Volume 3, Virgile traduit par l'Abbé Desfontaines>[8], imprimé à Paris chez Quillau Père, 1743, nouvelle édition imprimée à Paris chez. P. Plassan, 1796.
- voir aussi Article TIBERINUS dans le "Daremberg", du nom de son premier auteur et concepteur, le médecin et historien Charles Daremberg (1817-1872) en coopération avec l'archéologue Edmond Saglio (1828-1911): Dictionnaire des Antiquités Grecques et Romaines, en 10 vol. rédigés de 1877 à 1919, mis en ligne par l'Université de Toulouse http://dagr.univ-tlse2.fr/consulter/2947/TIBERINUS/page_307  init. http://dagr.univ-tlse2.fr/#
- Merlin Alfred. Le Tibre dans l'antiquité. In: Journal des savants, Avril-juin 1953. pp. 49-67 in www.persee.fr/doc/jds_0021-8103_1953_num_2_1_3180

## Liens
- par comparaison, voir de Nisard